# Halticacris guyanensis
Halticacris guyanensis är en insektsart som beskrevs av Marius Descamps 1977. Halticacris guyanensis ingår i släktet Halticacris och familjen gräshoppor. Inga underarter finns listade i Catalogue of Life.